# Tóth Benedek (főhadnagy)
Tóthfalusi Tóth Benedek József Bernát (Rábahídvég, 1825. március 13. – Uraiújfalu, 1883. december 17.) magyar jogász, ügyvéd, 1848-as főhadnagy, a Torna megyei Honvédegylet tagja, földbirtokos.

## Családja és származása
A római katolikus nemesi származású tóthfalusi Tóth család sarja. Apja tóthfalusi Tóth János, földbirtokos, anyja kiseölbei Eölbey Jozefa. Az anyai nagyszülei kiseölbei Eölbey Antal (1759–1816), 1809.-ik vasi insurgens kapitány, földbirtokos és kubiczki Kubiczky Judit asszony voltak. 1700. október 31-én Bécsben I. Lipót magyar király címeres nemeslevelet adott Tóth Jánosnak és Mihály, János és György fiainak. Vas vármegyei 1726 évi összeírásakor Rábahídvégen Tóth János szerepelt.

## Élete
A fiatal Tóth Benedek jogot végzett majd önkéntes 1845 és 1846 között az 5. huszárezredben szolgált. Az 1848-as szabadságharc kitörésekor beállt a komáromi várőrségnél alakuló "Kinizsi" lovasosztályhoz. Őrmesterként szolgált 1849. július 27-étől, majd 1849. július 31-étől hadnagyként ugyanott, illetve a 18. Attila huszárezredben, ahová osztályával beosztották, a tartalék hadtestnél, Szegeden is. 1850. február 16-án besorozták a 42. gyalogezredhez. 1851. március 25-én leszerelték. A szabadságharc után visszavonult a családi földbirtokra gazdálkodni, majd megházasodott.

## Házasságai és leszármazottjai

A boldogfai Farkas család címere.

1858. augusztus 30-án Zalaboldogfán, feleségül vette a tekintélyes zalai nemesi származású boldogfai Farkas családból való boldogfai Farkas Erzsébet "Franciska" (Boldogfa, 1840. augusztus 8. – Boldogfa, 1872. december 12.) kisasszonyt, akinek a szülei boldogfai Farkas Ferenc (1779–1844), Zala vármegyei táblabíró, jogász, zalaboldogfai, andráshidai, felsőbagodi és hagyárosi földbirtokos, salomvári közbirtokos, és Joó Borbála (1811–1881) voltak. Az apai nagyszülei boldogfai Farkas János (1741–1788) Zala vármegye főjegyzője, Zala vármegyei Ítélőszék elnöke, a királyság hites ügyvédje, táblabíró, földbirtokos, valamint lovászi és szentmargitai Sümeghy Judit (1754–1820) voltak. Tóth Benedekné boldogfai Farkas Franciska egyik fivére boldogfai Farkas Ferenc (1838–1908), Zala vármegye számvevője, pénzügyi számellenőre, földbirtokos; az egyik leánytestvére boldogfai Farkas Krisztina (1837–1883), akinek a férje strausszenbergi Strausz Sándor (1831–1922), Zala vármegyei bizottsági tag, zalai esküdt, körjegyző, a zalamegyei gazdakör tagja, nagylengyeli földbirtokos. Tóth Benedekné boldogfai Farkas Franciskának az apai nagybátyja boldogfai Farkas János (1774–1847) Zala vármegye helyettes első alispánja (surrogatus vicecomes), táblabíró, jogász, földbirtokos. Tóthfalusi Tóth Benedek és boldogfai Farkas Franciska frigyéből született:
- Tóth Ignác Imre János (Nagymákfa, 1859. június 25. – Sárvár, 1922. május 25.), sárvári királyi járásbírósági irodaigazgató.[6] Felesége: Farkas Matild (Sárvár, 1864. március 14. – Sárvár, 1926. január 7.).[7]
- Tóth Jozefa Judit Antónia (Szombathely, 1861. február 10.)
- Tóth Imre László (Nagymákfa, 1863. december 12.)
- Tóth Johanna Róza (Szombathely, 1872. május 24.)

Boldogfai Farkas Franciska halála után a 48 éves özvegy tóthfalusi Tóth Benedek, földbirtokos Szombathelyen, 1873. szeptember 24-én, feleségül vette a 47 éves pártában maradt alsószelestei Szelestey Franciska Borbála (Uraiújfalu, 1826. október 5. – Balassagyarmat, 1916. február 21.) kisasszonyt, akinek a szülei alsószelestei Szelestey Sándor (1792–1869), vasi szolgabíró, földbirtokos, és nemes Keresztényi Katalin (1788–1861) asszony voltak. Az apai nagyszülei alsószelestei Szelestey Lajos, földbirtokos, és rajkai Friebisz Róza voltak. Tóth Benedekné Szelestey Franciska fivére alsószelestei Szelestey László (1821–1875) lírikus és népies költő, ügyvéd, tanfelügyelő, királyi tanácsos, országgyűlési képviselő. Tóth Benedek és Szelestey Franciska házassága gyermektelen maradt.